# چونگ وای کی
چونگ وای کی (انگلیسی: Cheung Wai Ki؛ زادهٔ ۲۲ نوامبر ۱۹۹۰) بازیکن فوتبال اهل چین است.
از باشگاه‌هایی که در آن بازی کرده‌است می‌توان به بریزبن رور اشاره کرد.
وی همچنین در تیم‌های ملی فوتبال زنان هنگ کنگ و فوتسال زنان هنگ کنگ بازی کرده‌است.